# Roberto López Ufarte
Roberto López Ufarte (Fez, 1958. április 19. –) spanyol válogatott labdarúgó.

## Pályafutása

### Klubcsapatban
Fezben született, Marokkóban. A szülei Andalúziából és Katalóniából származtak és munkavállalás céljából költöztek külföldre. Később visszatértek Spanyolországba és Baszkföldön, Irunban telepedtek le, López Ufarte ekkor 8 éves volt. Pályafutását 1974-ben a Real Uniónban kezdte, majd egy évvel később a Real Sociedadhoz igazolt. 1975. november 30-án, 17 évesen mutatkozott be az élvonalban egy Athletic Bilbao elleni bajnokin, amit 2–0 arányban elveszítettek. A Real Sociedad 1975 és 1987 között a játszott, melynek tagjaként 1981-ben és 1982-ben bajnoki címet szerzett, 1987-ben pedig spanyol kupát nyert. Ezt követően az Atlético Madridhoz igazolt, ahol egy évig játszott. Az 1988–89-es szezonban a Real Betis játékosa volt és a folyamatos térdsérülések miatt az idény végén befejezte a pályafutását.

### A válogatottban
1977 és 1982 között 15 alkalommal szerepelt a spanyol válogatottban és 5 gólt szerzett. Egy Svájc elleni barátságos mérkőzésen mutatkozott be 1977. szeptember 21-én. Részt vett az 1982-es világbajnokságon.

## Sikerei, díjai
Real Sociedad
- Spanyol bajnok (2): 1980–81, 1981–82
- Spanyol kupa (1):  1986–87

## Külső hivatkozások
- Roberto López Ufarte adatlapja a National-Football-Teams.com oldalon (angolul)

- Roberto López Ufarte (angol nyelven). FootballDatabase.eu
- Roberto López Ufarte (német nyelven). kicker.de
- Roberto López Ufarte (angol, katalán, spanyol nyelven). BDFutbol.com
- Roberto López Ufarte (angol nyelven). eu-football.info
- Roberto López Ufarte adatlapja a worldfootball.net oldalon (angolul)